# Stevens megye (Minnesota)
Stevens megye az Amerikai Egyesült Államokban, azon belül Minnesota államban található. Megyeszékhelye és legnagyobb városa Morris. Lakosainak száma 9671 fő (2020. április 1.). Stevens megye Grant, Swift, Douglas, Pope, Traverse és Big Stone megyékkel határos.

## Népesség
A megye népességének változása:
| Lakosok száma | 9707 | 9713 | 9724 | 9735 | 9796 | 9671 |
|               | 2010 | 2011 | 2012 | 2013 | 2015 | 2020 |